# Tandonia lagostana
Tandonia lagostana is een slakkensoort uit de familie van de Milacidae. De wetenschappelijke naam van de soort is voor het eerst geldig gepubliceerd in 1940 door H. Wagner.